# Der zwölfjährige Jesus im Tempel

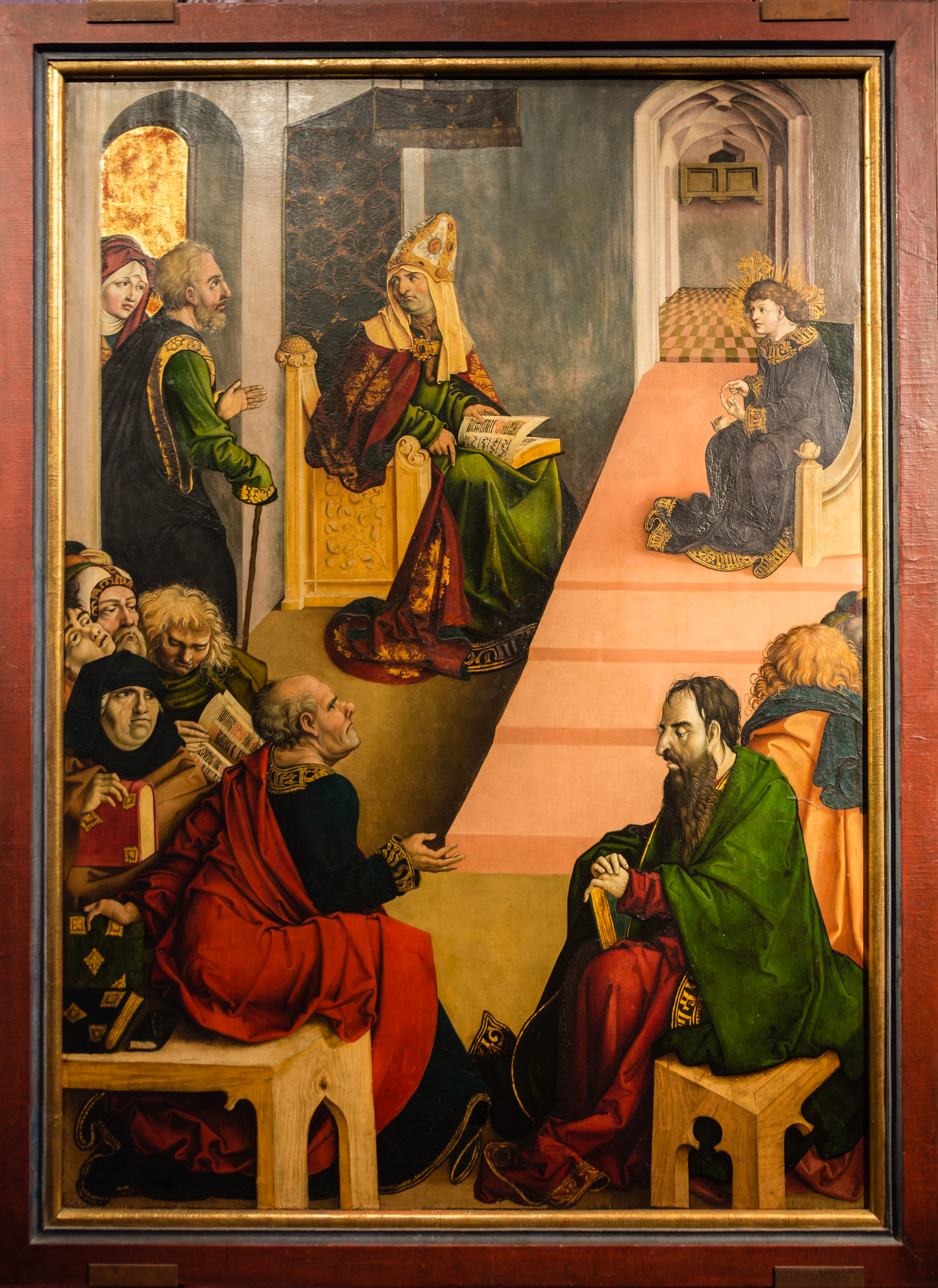
Der zwölfjährige Jesus im Tempel, Melker Altar von Jörg Breu dem Älteren, 1502

Der zwölfjährige Jesus im Tempel ist ein Ereignis aus dem Leben Jesu Christi, beschrieben im Lukasevangelium (Lk 2,41ff ). Es ist die einzige Begebenheit aus seiner Jugendzeit, über die in den vier kanonischen Evangelien berichtet wird. In anderen Sprachen wird sie Das Verlorengehen Jesu im Tempel, Das Wiederfinden Jesu im Tempel oder Jesus unter den Schriftgelehrten genannt.

## Lukasevangelium
Der zwölfjährige Jesus pilgert mit seinen Eltern zum Paschafest von Nazaret nach Jerusalem. Nach den Festtagen machen sich seine Eltern mit ihrer Pilgergruppe wieder auf den Heimweg. Jesus aber bleibt in Jerusalem zurück, ohne dass seine Eltern es merken, da sie ihn irgendwo in der Pilgergruppe vermuten. Erst nach einer Tagesreise vermissen und suchen sie ihn. Nach drei Tagen schließlich finden sie Jesus im Tempel, wo er mitten unter den Schriftgelehrten sitzt, ihnen zuhört, Fragen stellt und alle mit seinem Verständnis in Erstaunen versetzt.
Auf die Frage seiner Mutter „Kind, wie konntest du uns das antun? Dein Vater und ich haben dich voll Angst gesucht!“ antwortet Jesus: „Warum habt ihr mich gesucht? Wusstet ihr nicht, dass ich in dem sein muss, was meinem Vater gehört?“

## Theologische Bedeutung
Theologisch berührt das Wort Jesu an seine Eltern die Frage nach der Bedeutung des Jerusalemer Tempels für das Christentum und nach Kontinuität und Diskontinuität von Judentum und Christentum. Die mit der Berufung auf seinen göttlichen Vater begründete Ablösung des Zwölfjährigen aus der Elternbindung ist außerdem ein Thema für die Religionspsychologie.

## Liturgische Bedeutung
In der Liturgie wird das Auftreten des zwölfjährigen Jesus im Tempel der Weihnachtszeit zugeordnet. Es ist das Evangelium am Fest der Heiligen Familie im Lesejahr C der Leseordnung der römisch-katholischen Kirche und das Evangelium am 2. Sonntag nach dem Christfest nach der evangelischen Perikopenordnung.
In der Volksfrömmigkeit der katholischen Kirche ist die Perikope außerdem im Zusammenhang mit der Marienverehrung bedeutsam:
- Der Verlust des zwölfjährigen Jesus ist einer der Sieben Schmerzen Mariens, derer im Kirchenjahr am 15. September gedacht wird.[1]
- Im freudenreichen Rosenkranz stellt diese Begebenheit das fünfte Geheimnis dar: Jesus, den du, o Jungfrau, im Tempel wiedergefunden hast.

## Künstlerische Rezeption
Es gibt zahlreiche Darstellungen der Auffindung im Tempel in der Kunst, beispielsweise:
- Zwölfjähriger Jesus im Tempel (Meister von Großgmain), Altarbild von 1499, Pfarrkirche Großgmain
- Zwölfjähriger Jesus im Tempel (Bernhard Strigel), Bild aus dem 16. Jahrhundert
- Zwölfjähriger Jesus im Tempel (Januarius Zick), Deckenfresko von 1784, Pfarrkirche St. Verena (Rot an der Rot)
- Der zwölfjährige Jesus im Tempel, Gemälde von Ernst Zimmermann (1879)
- Der zwölfjährige Jesus im Tempel (Max Liebermann), Gemälde von Max Liebermann (1879)